# Agua de Dios (kommun)
Agua de Dios är en kommun i Colombia.   Den ligger i departementet Cundinamarca, i den centrala delen av landet, 70 km väster om huvudstaden Bogotá. Antalet invånare är 11 822.